# ZHX3
ZHX3‏ (Zinc fingers and homeoboxes 3) هوَ بروتين يُشَفر بواسطة جين ZHX3 في الإنسان.